# Murali Sreeshankar
Murali Sreeshankar (* 27. März 1999 in Palakkad, Kerala) ist ein indischer Leichtathlet, der sich auf den Weitsprung spezialisiert hat und Inhaber des indischen Landesrekords in dieser Disziplin ist.

## Sportliche Laufbahn
Erste internationale Erfahrungen sammelte Sreeshankar Murali bei den Hallenasienmeisterschaften 2018 in Teheran, bei denen er mit 7,60 m den vierten Platz belegte. Bei den Juniorenasienmeisterschaften in Gifu gewann er mit 7,47 m die Bronzemedaille. Damit qualifizierte er sich für die U20-Weltmeisterschaften in Tampere, bei denen er mit 7,75 m Siebter wurde. Ende August nahm er erstmals an den Asienspielen in Jakarta teil und erreichte dort mit 7,95 m Rang sechs. Im Jahr darauf nahm er an den Weltmeisterschaften in Doha teil und schied dort mit 7,62 m in der Qualifikation aus. 2021 nahm er an den Olympischen Sommerspielen in Tokio teil und verpasste dort mit 7,69 m den Finaleinzug.
2022 belegte er bei den Hallenweltmeisterschaften in Belgrad mit einer Weite von 7,92 m den siebten Platz und im Mai siegte er mit 8,31 m bei Filahtlitikos Kallithea sowie mit 7,95 m bei der Venizelia. Im Juli belegte er bei den Weltmeisterschaften in Eugene mit 7,96 m im Finale den siebten Platz und kurz darauf gewann er bei den Commonwealth Games in Birmingham mit 8,08 m die Silbermedaille hinter dem Bahamaer LaQuan Nairn. Im Jahr darauf wurde er mit 8,08 m Dritter beim Meeting de Paris und sicherte sich im Juli bei den Asienmeisterschaften in Bangkok mit 8,37 m die Silbermedaille hinter dem Taiwaner Lin Yu-tang. Im August schied er bei den Weltmeisterschaften in Budapest mit 7,74 m in der Qualifikationsrunde aus. Daraufhin gewann er bei den Asienspielen in Hangzhou mit 8,19 m die Silbermedaille hinter dem Chinesen Wang Jianan. 
In den Jahren 2018 und 2019 sowie 2022 und 2023 wurde Sreeshankar Indischer Meister im Weitsprung.

## Persönliche Bestleistungen
- Weitsprung: 8,41 m (+1,5 m/s), 18. Juni 2023 in Bhubaneshwar
  - Weitsprung (Halle): 7,92 m, 18. März 2022 in Belgrad